# Palazzo Antinori

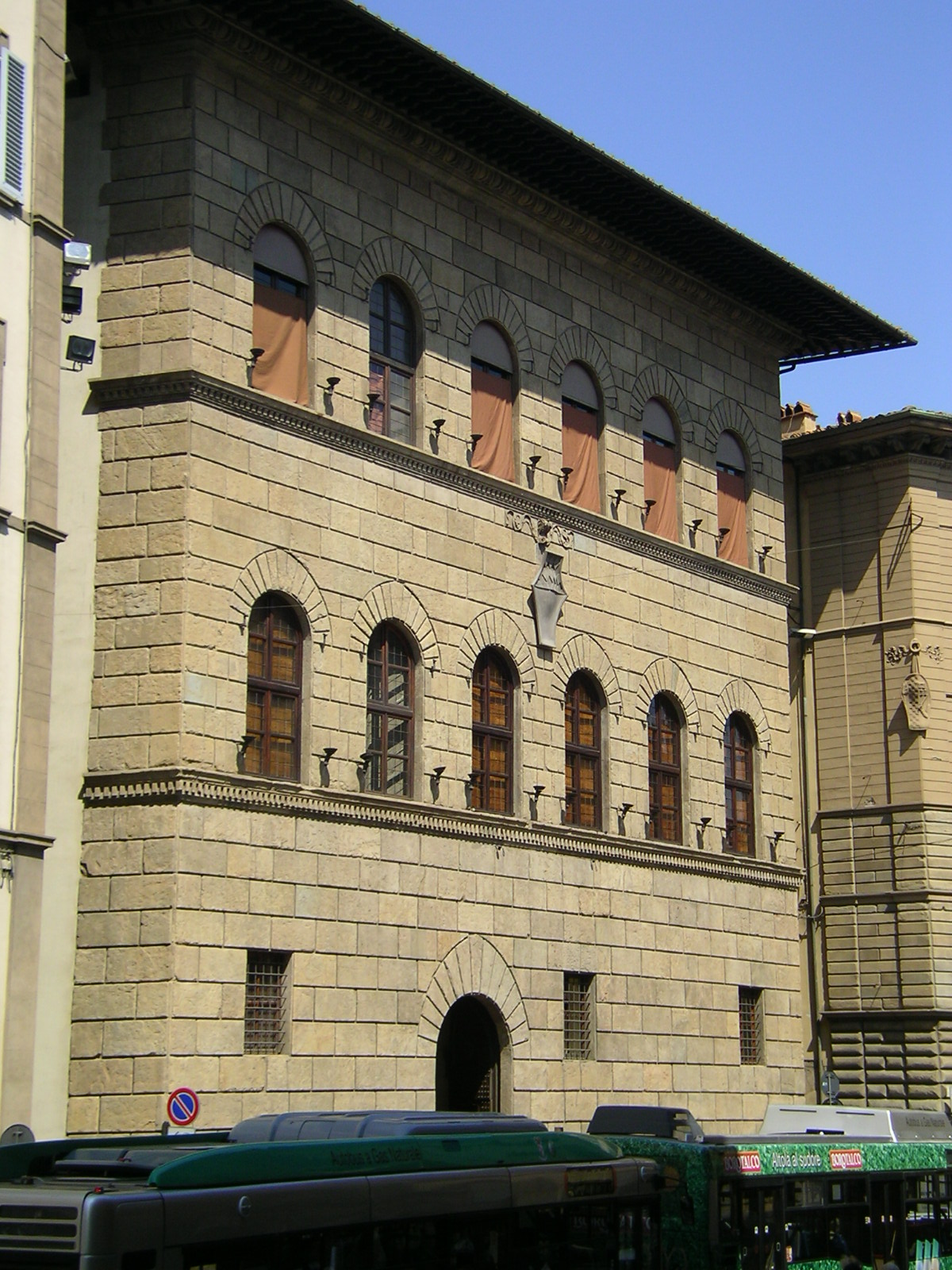
Fachada do Palazzo Antinori.

O Palazzo Antinori, considerado como um dos mais belos palácios renascentistas de Florença, encontra-se na homónima Piazza Antinori, numa das extremidades da Via dei Tornabuoni.

## História

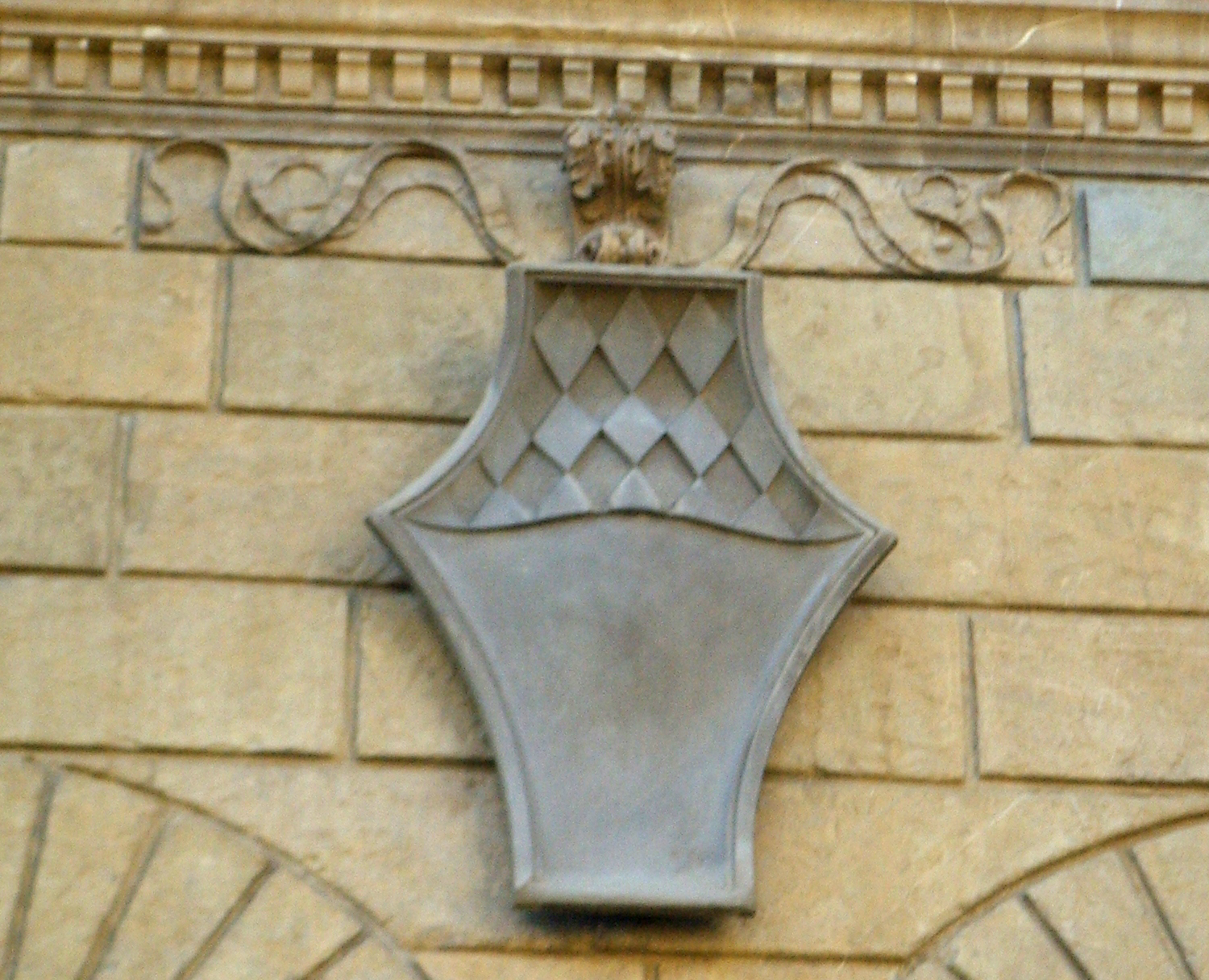
Brasão da família Antinori na fachada do palácio.

O Palazzo Antinori foi construído entre 1461 e 1469, talvez por Giuliano da Maiano, para Giovanni di Bono Boni, sobre algumas casas anteriormente pertencentes aos Bordoni. O palácio incompletofoi posto à venda pelos Boni, em 1475, devido a problemas financeiros, passando de seguida aos Martelli, embora, ao que parece, também Lourenço o Magnífico tenha estado interessado na compra. Aqui habitaram os dois irmãos Carlo e Ugolino Martelli, mas, aquando da morte de Ugolino (1494), Carlo decidiu vender o palácio, talvez por razões afectivas ligadas às recordações do irmão, talvez também por razões económicas: em vinte anos, conseguiu vender o edifício por um preço muito mais elevado do que o valor pelo qual o adquirira. assim, em 1506 o palácio passou para a posse de Niccolò Antinori, anteriormente residente na margem esquerda do Rio Arno, o qual providenciou modificações e melhoramentos. Provavelmente o responsabilidade das obras foi entregue a Baccio d'Agnolo, o qual projectou a fachada posterior e o jardim interior, dando ao palácio as dimensões actuais. No seu conjunto, tende-se a preferir a atribuição a mais mãos.

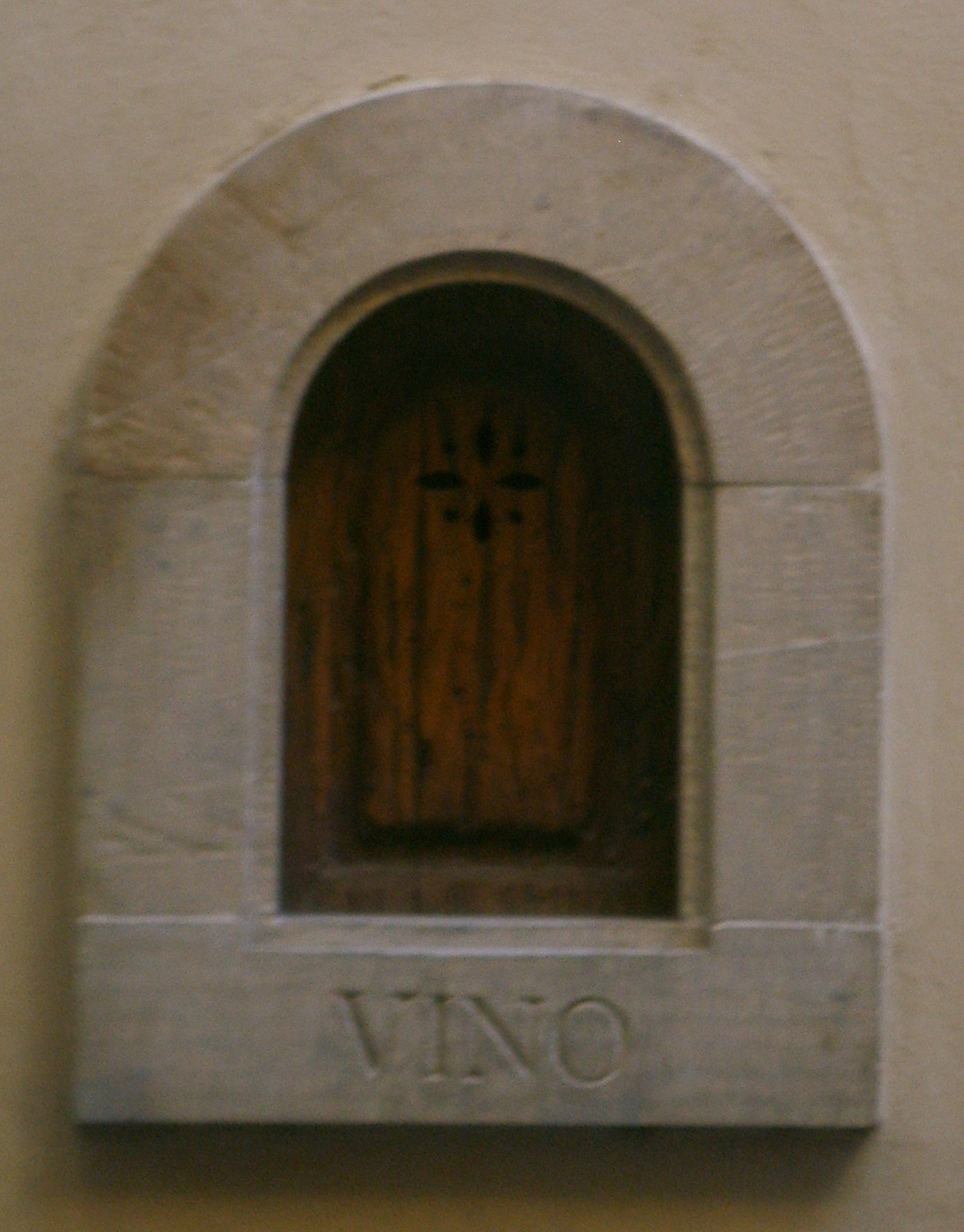
O postigo para a venda do vinho.

A família Antinori vive desde então no palácio, possuindo terrenos em toda a Toscânia, onde se produzem famosos vinhos e vinsanti, além de azeite e outros produtos. A produção vinícola é muito antiga, louvada também por Francesco Redi, e a venda de vinho ainda é testemunhada por um pequeno postigo aberto no Vicolo del Trebbio: por esta pequena abertura eram vendidas as garrafas, como ainda especifica a palavra "Vino" no parapeito (e este não é o único palácio da cidade a possuir, ainda, tais janelas). Actualmente hospeda o restaurante da "Cantinetta".

## Arquitectura

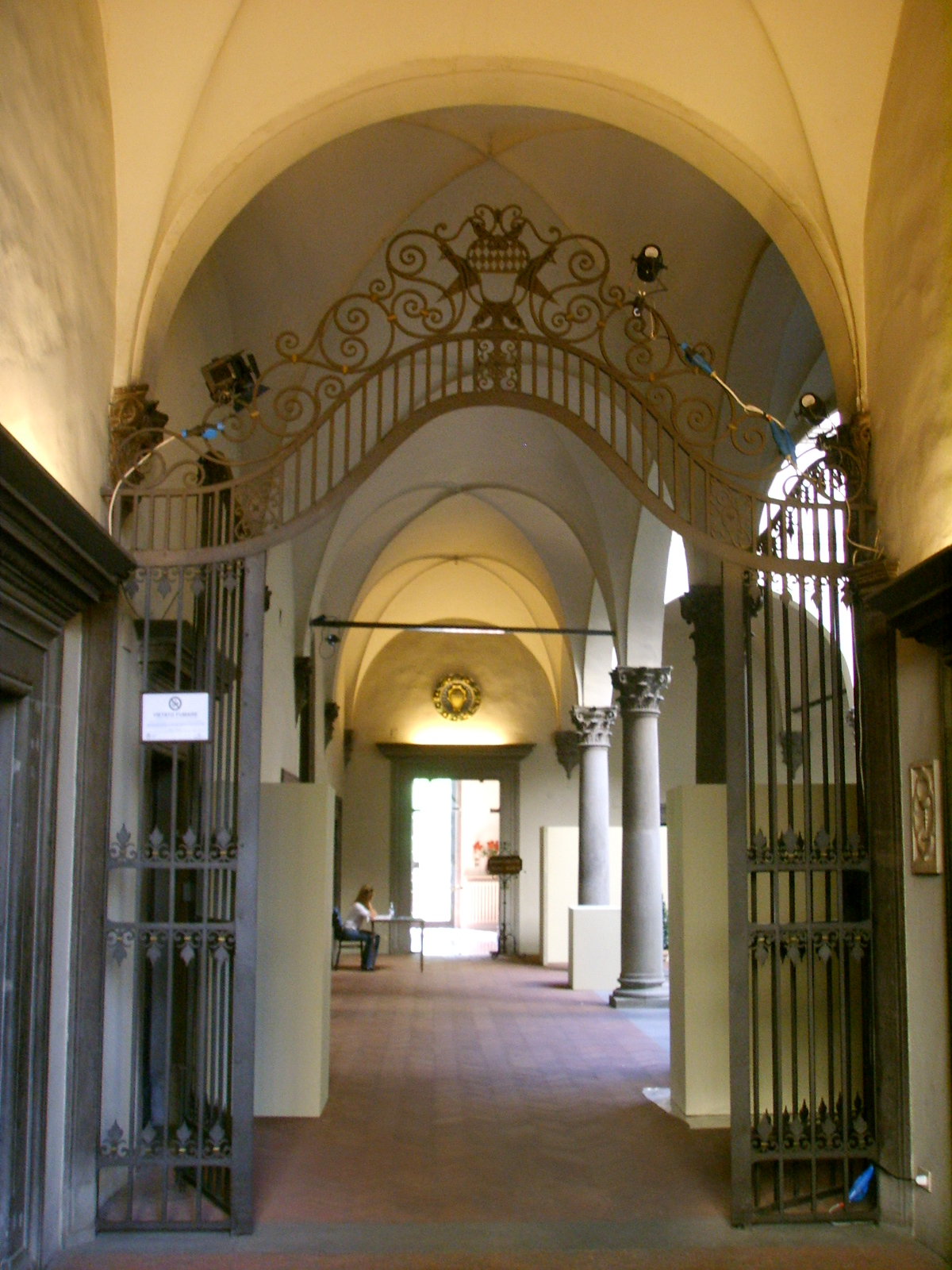
A entrada com a vista em perspectiva.

A forma do palácio, paralelipípeda com um elegante pátio arqueado ao centro e o jardim nas traseiras, inspira-se no Palazzo Medici da Via Larga (actual Palazzo Medici Riccardi), mas possui uma forma arquitectónica mais ligeira e elegante; também o afundamento perspectico portão-pátio-jardim é uma característica michelozziana já presente no Palazzo Medici.
O elegante pátio apresenta uma arcada em três dos lados, em pleno estilo renascentista, com arcos de volta perfeita, abóbadas de aresta e colunas em pietra serena com capitéis compósitos, esculpidos com particular perícia. Também os peducci da abóbada apresentam decorações do mesmo fabrico. Interessante é o gracioso poço, indispensável para o aprovisionamento "privado" de água aos residentes do palácio.

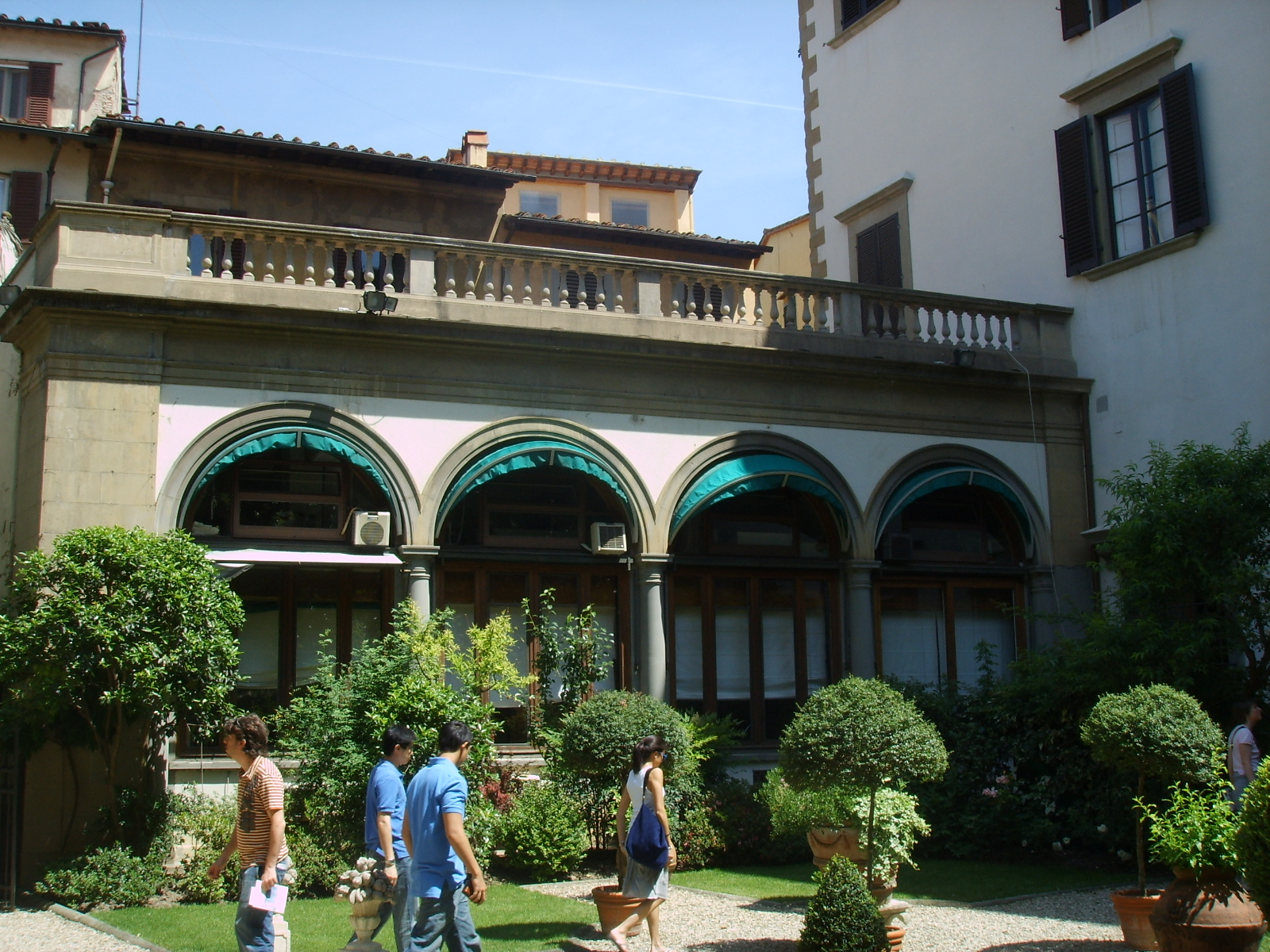
Loggia no jardim.

## O jardim

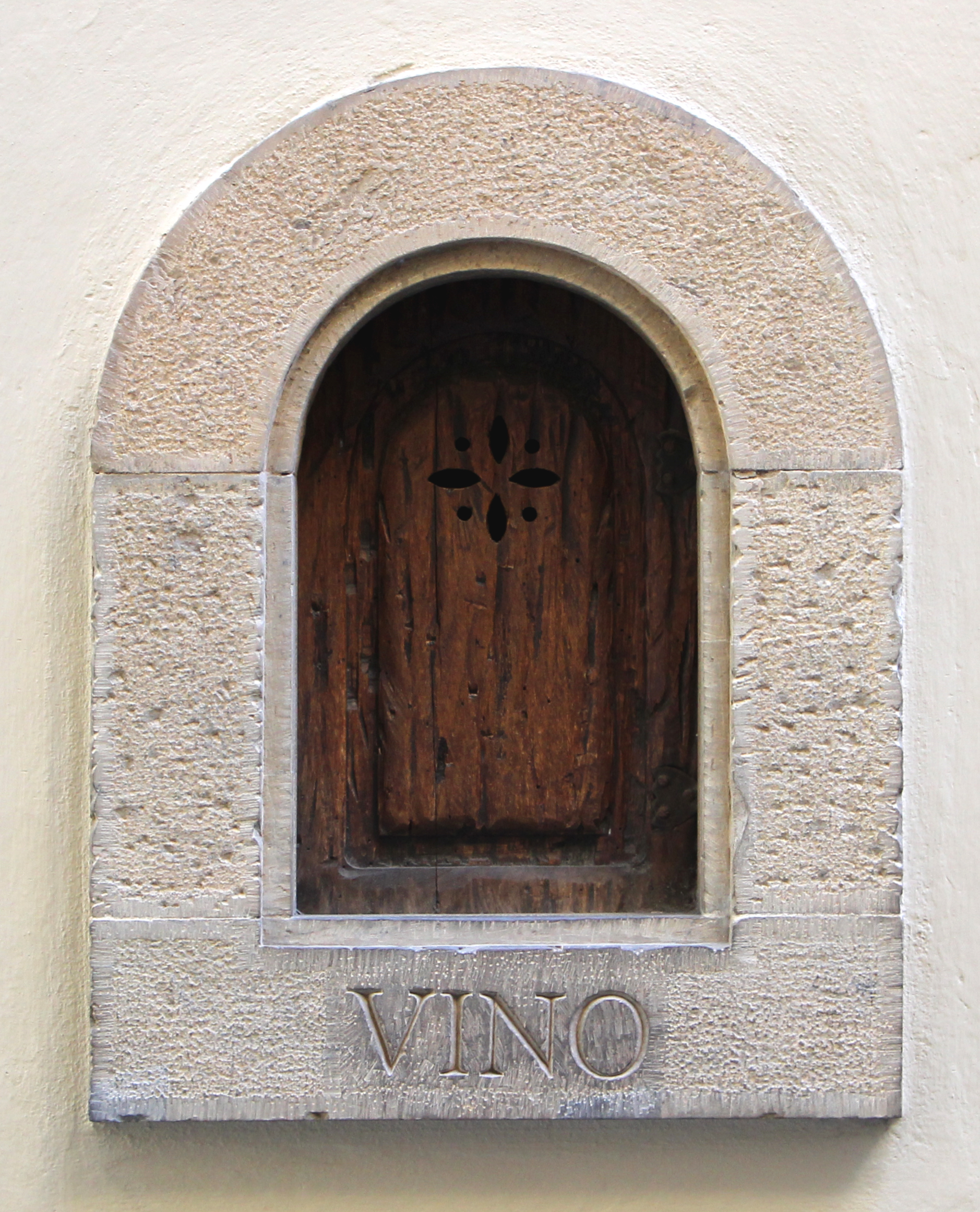
Buchette del vino em Florença.

Na famosa planta de Florença executada por Buonsignori em 1584, o palácio já aparece dotado com um jardim cercado por um muro ameado.
A porta que, a partir do palácio, dá acesso ao jardim assemelha-se à do Palazzo Bartolini-Salimbeni, sendo um dos elementos que permitiram a atribuição a Baccio d'Agnolo.
O jardim apresenta-se com algumas árvores bastante simples, que recordam um clausto monástico dos séculos XIV ou XV, embora sobressaia um notável ninfeu na parede do fundo, ao estilo setecentista, com rochas esponjosas e uma estátua de Vénus dentro de um original nicho.
No lado norte encontra-se, ainda, uma loggetta tamponada.

## Galeria de imagens do Palazzo Antinori

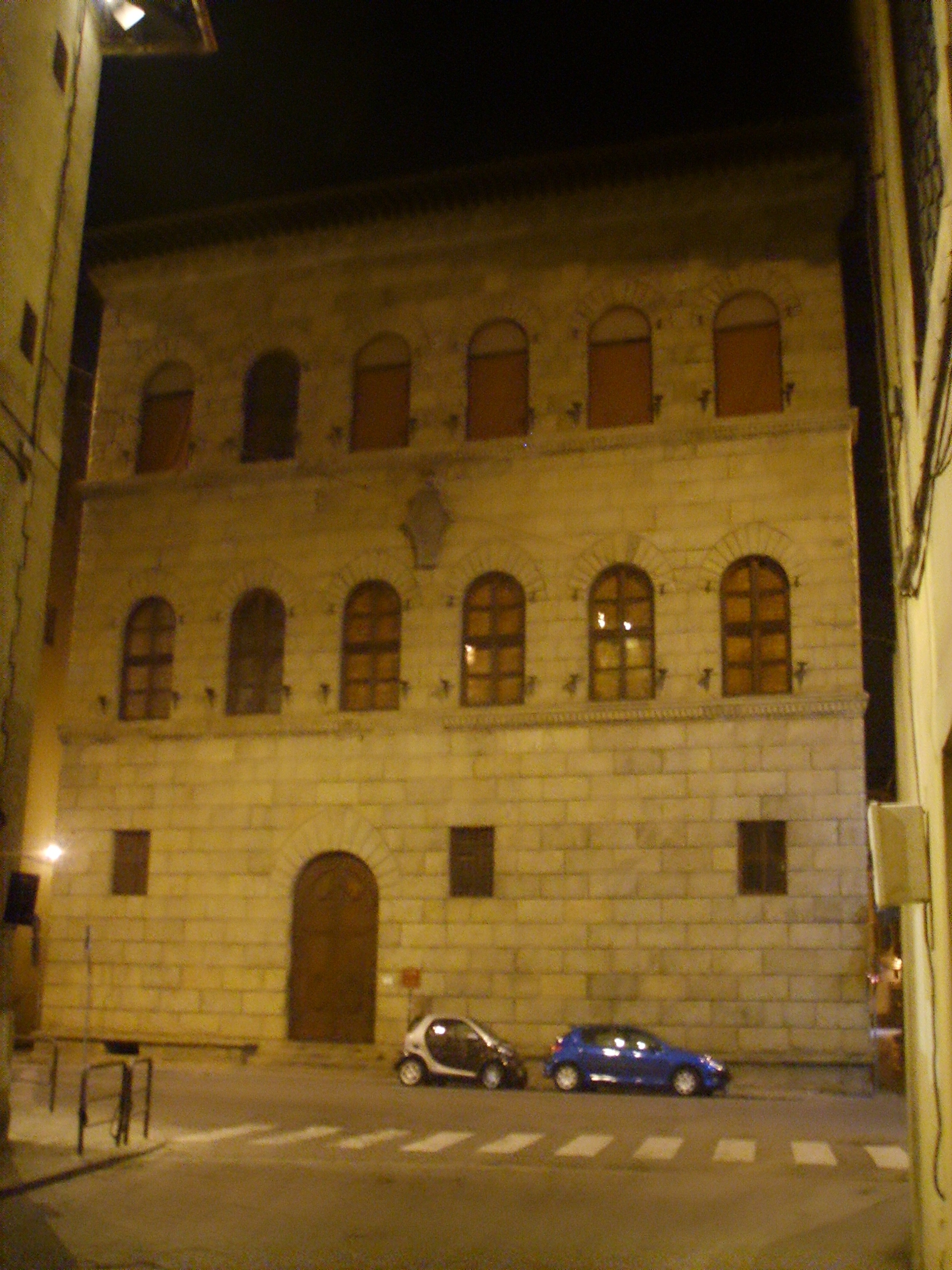
O Palazzo Antinori à noite
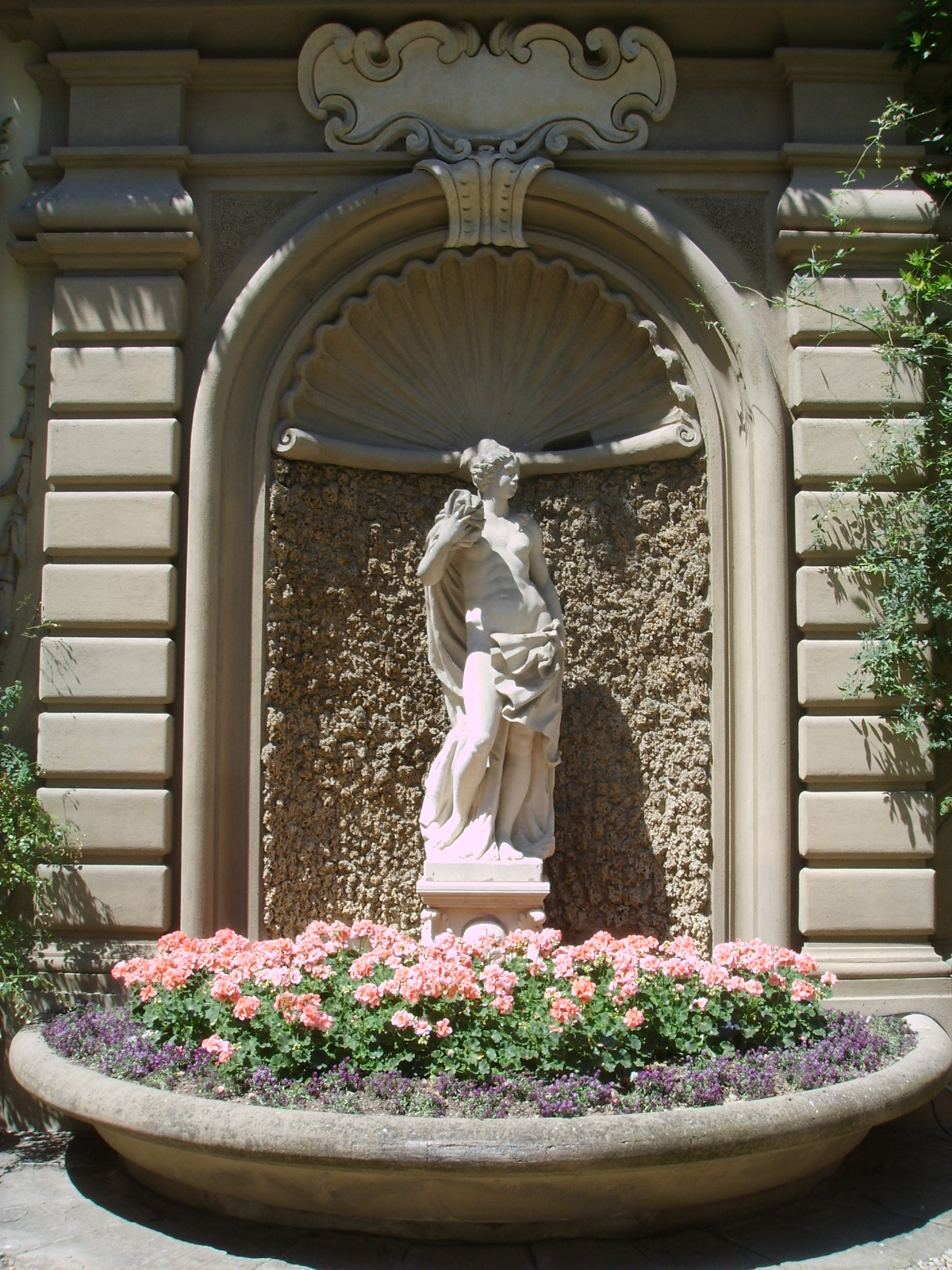
O ninfeu no jardim
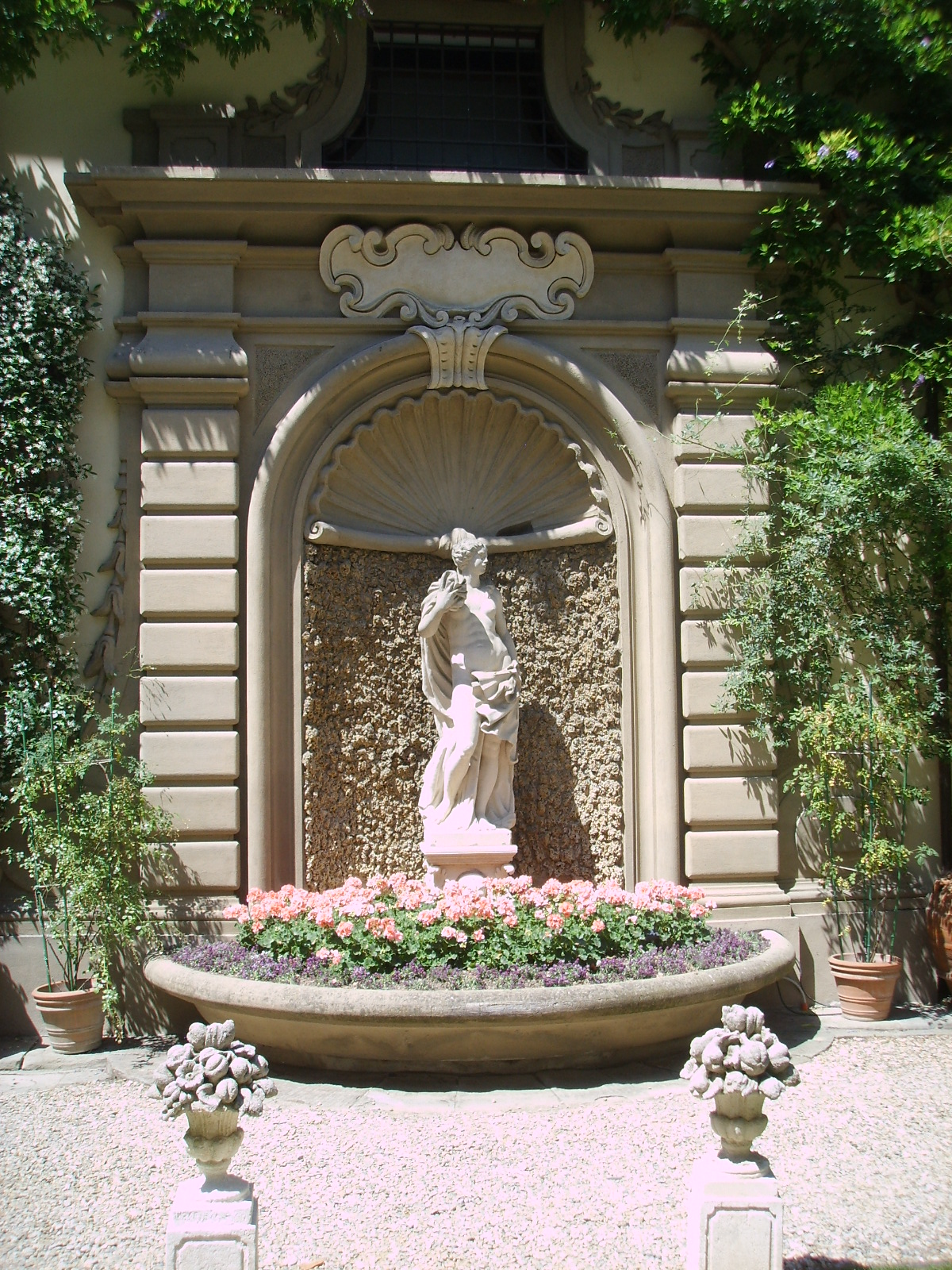
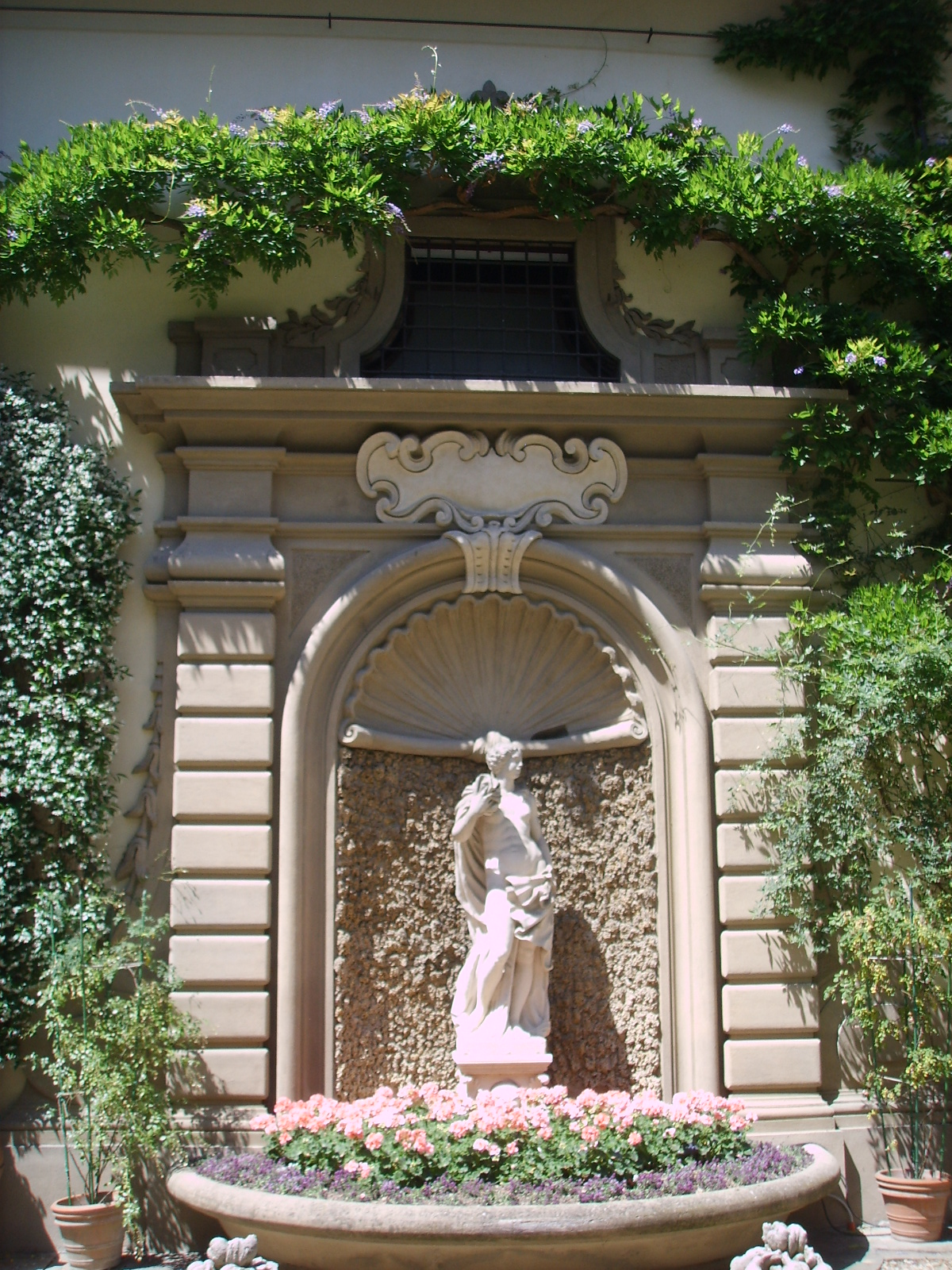
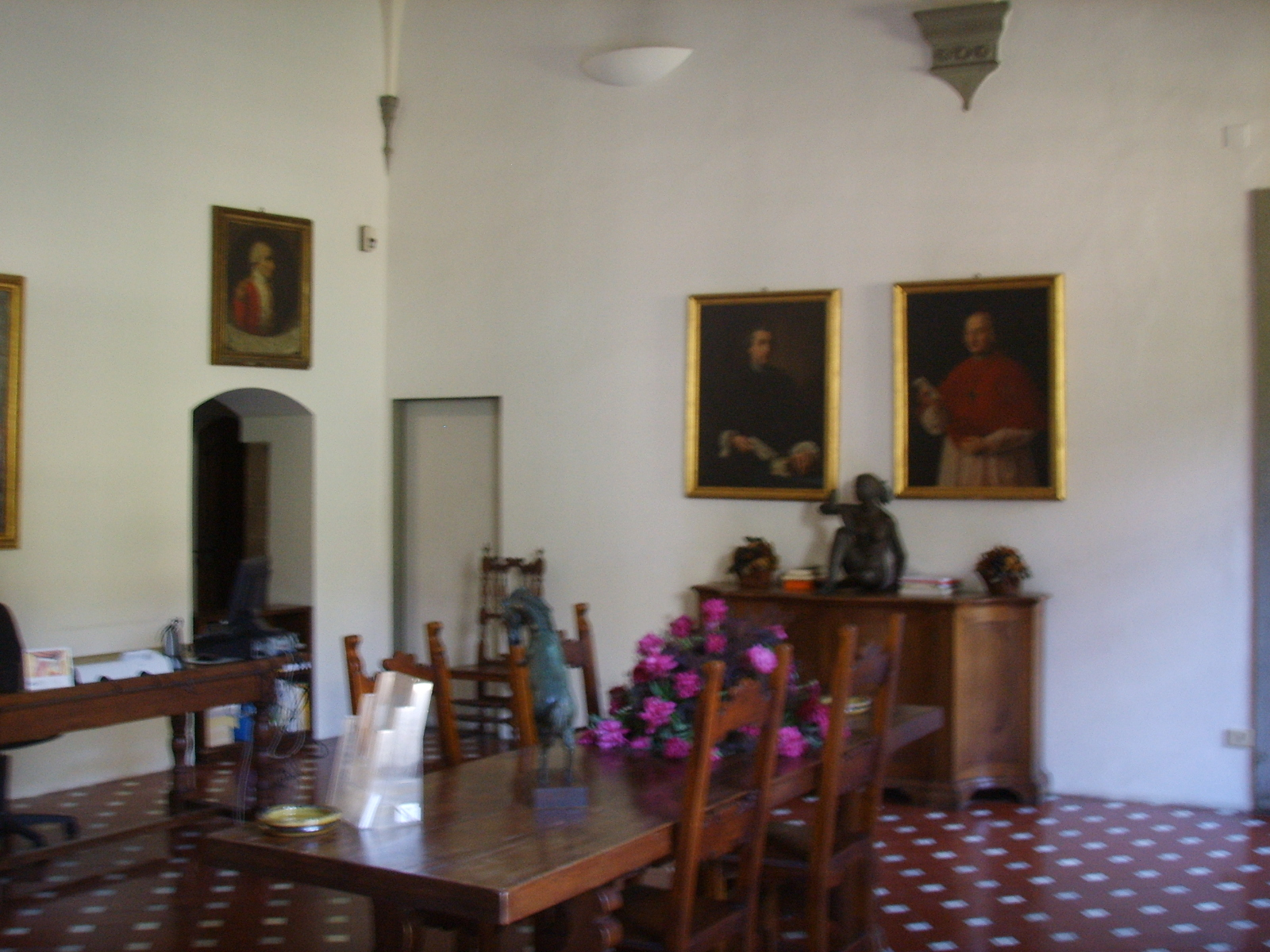
Uma sala
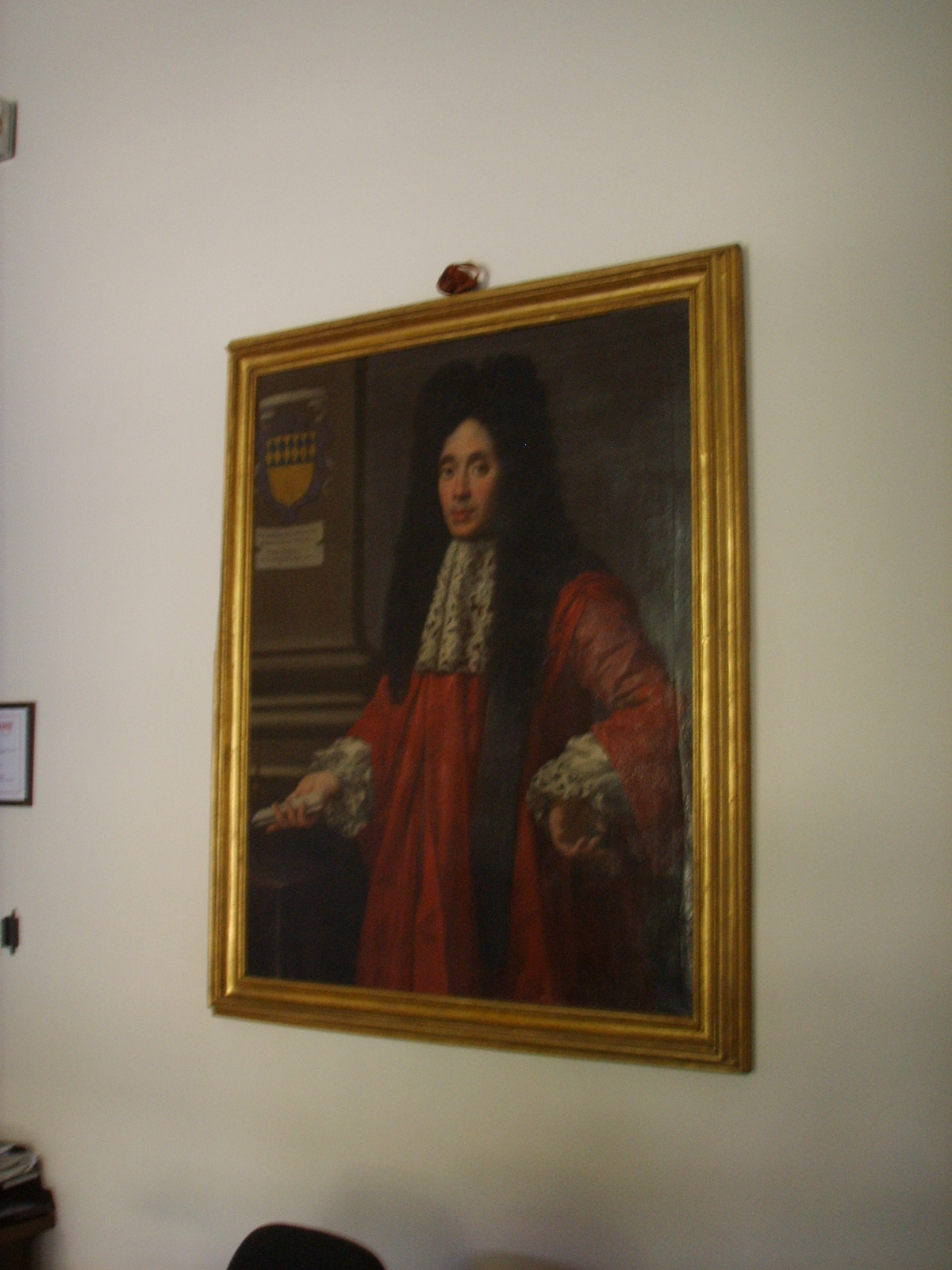
Um retrato
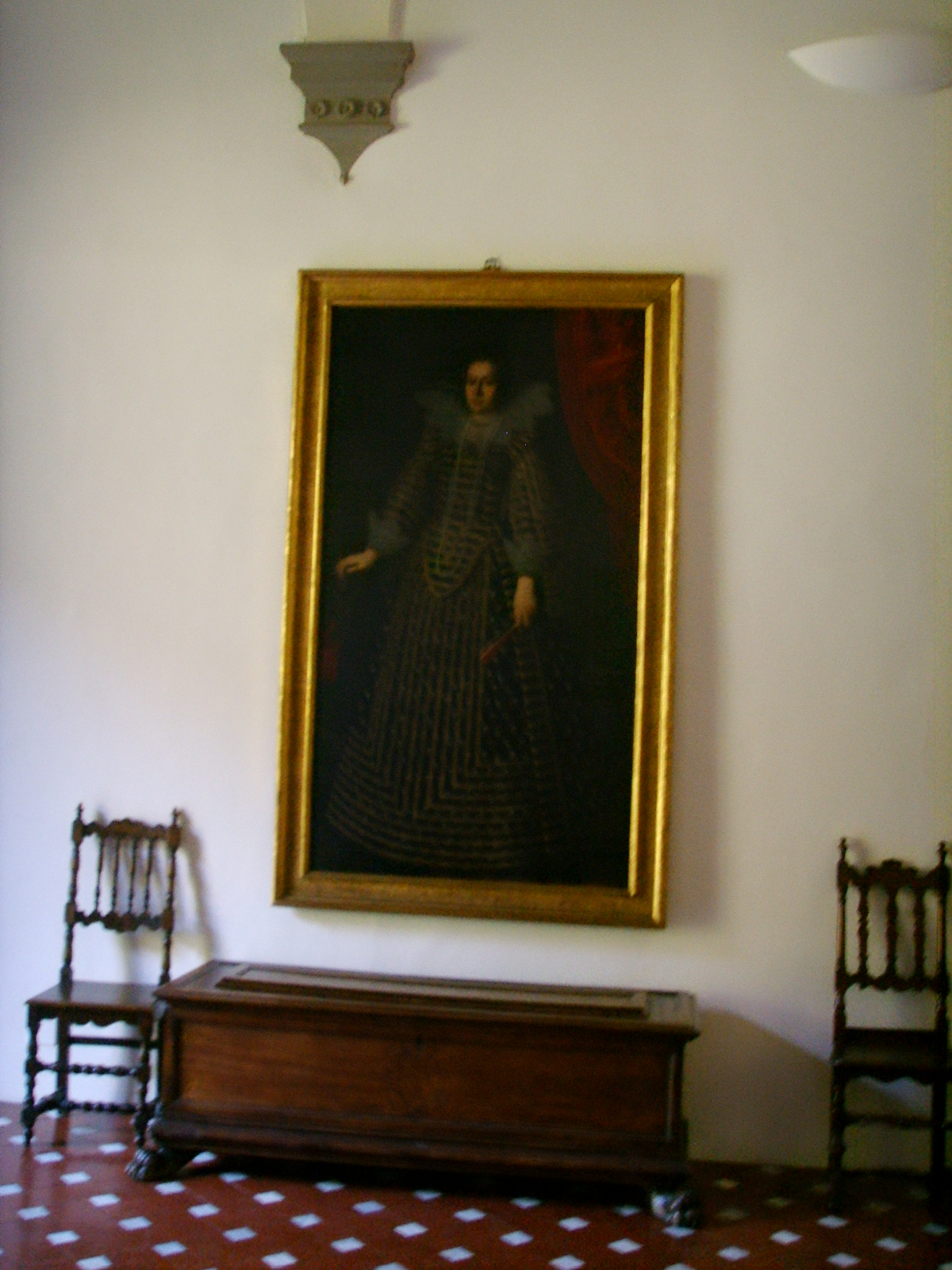
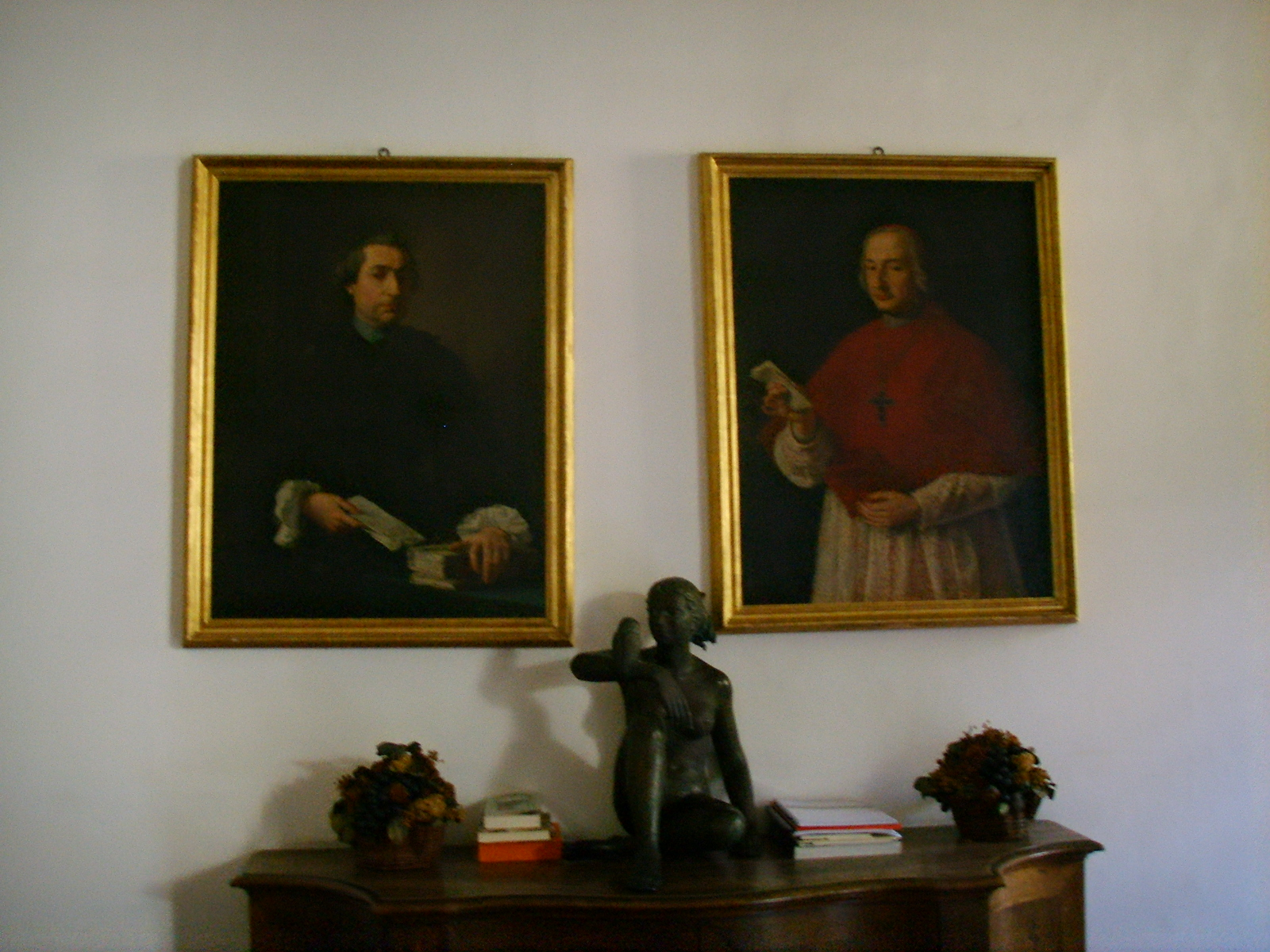
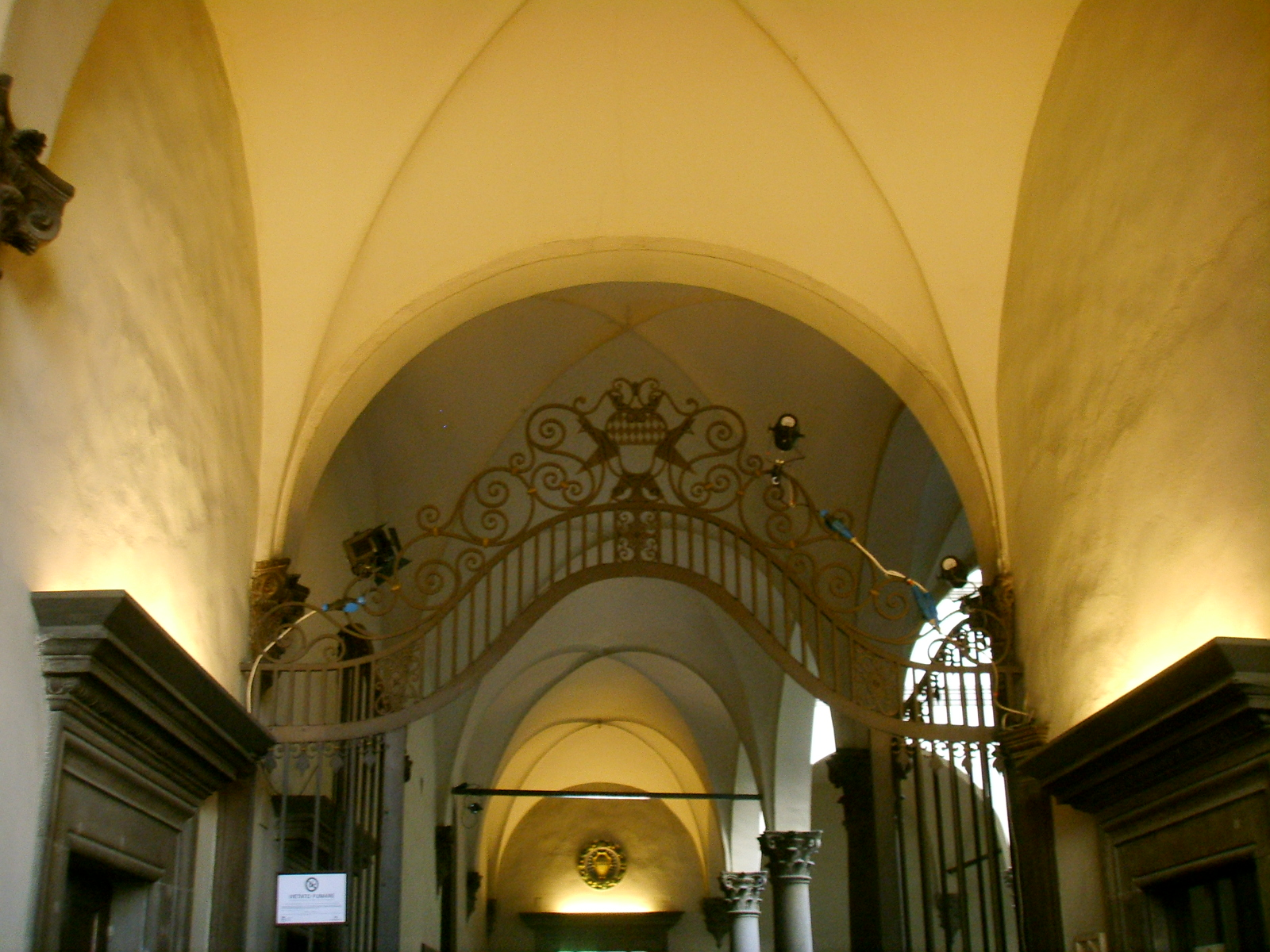
Brasão sobre a cancela da entrada
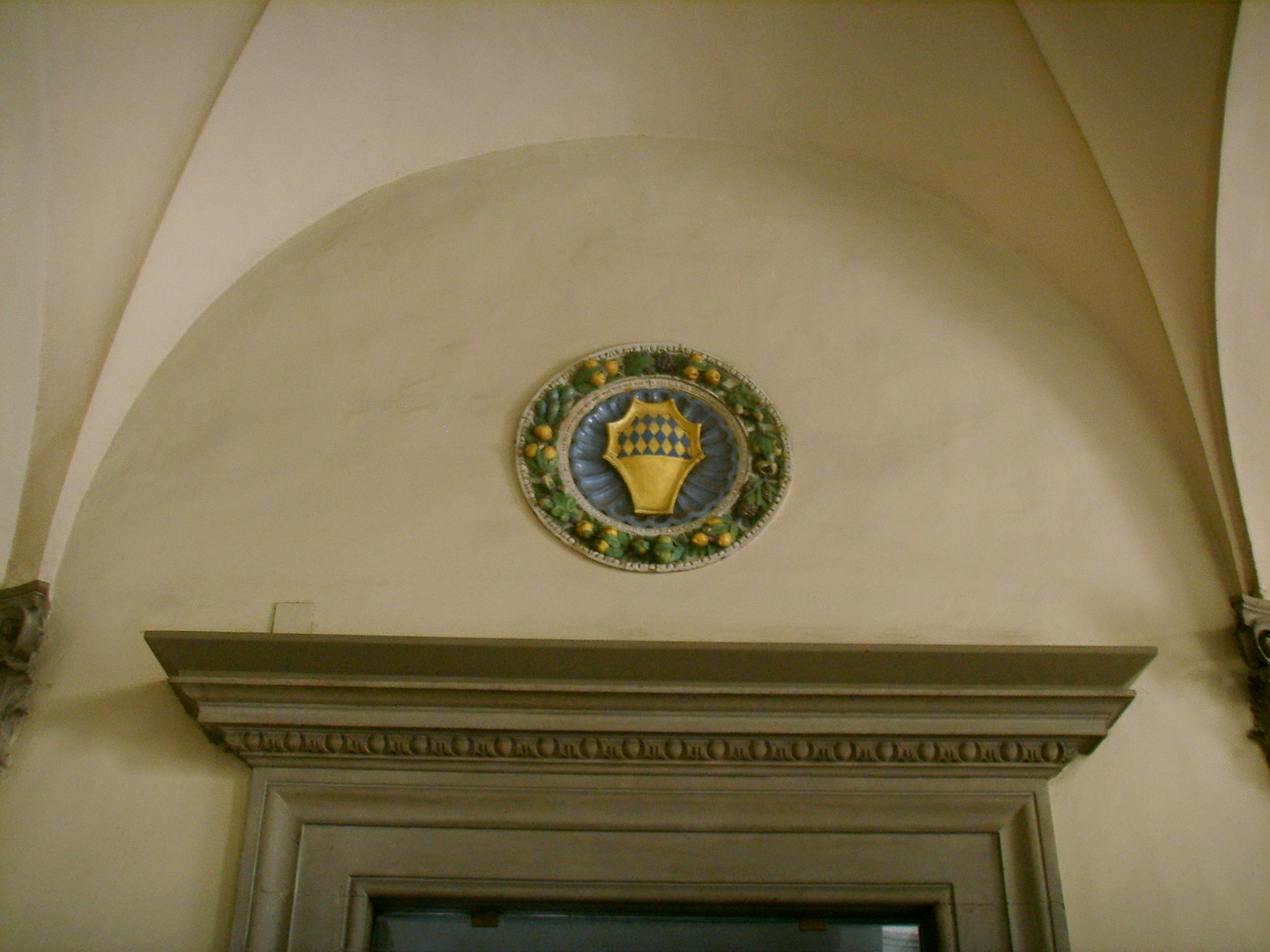
Brasão sobre uma porta